# Jan Lisiecki
Jan Milosz Lisiecki ([ˈjɑːn ˌlɪˈʃɜtskɪ]; Calgary, 23 marzo 1995) è un pianista e musicista canadese.

## Carriera

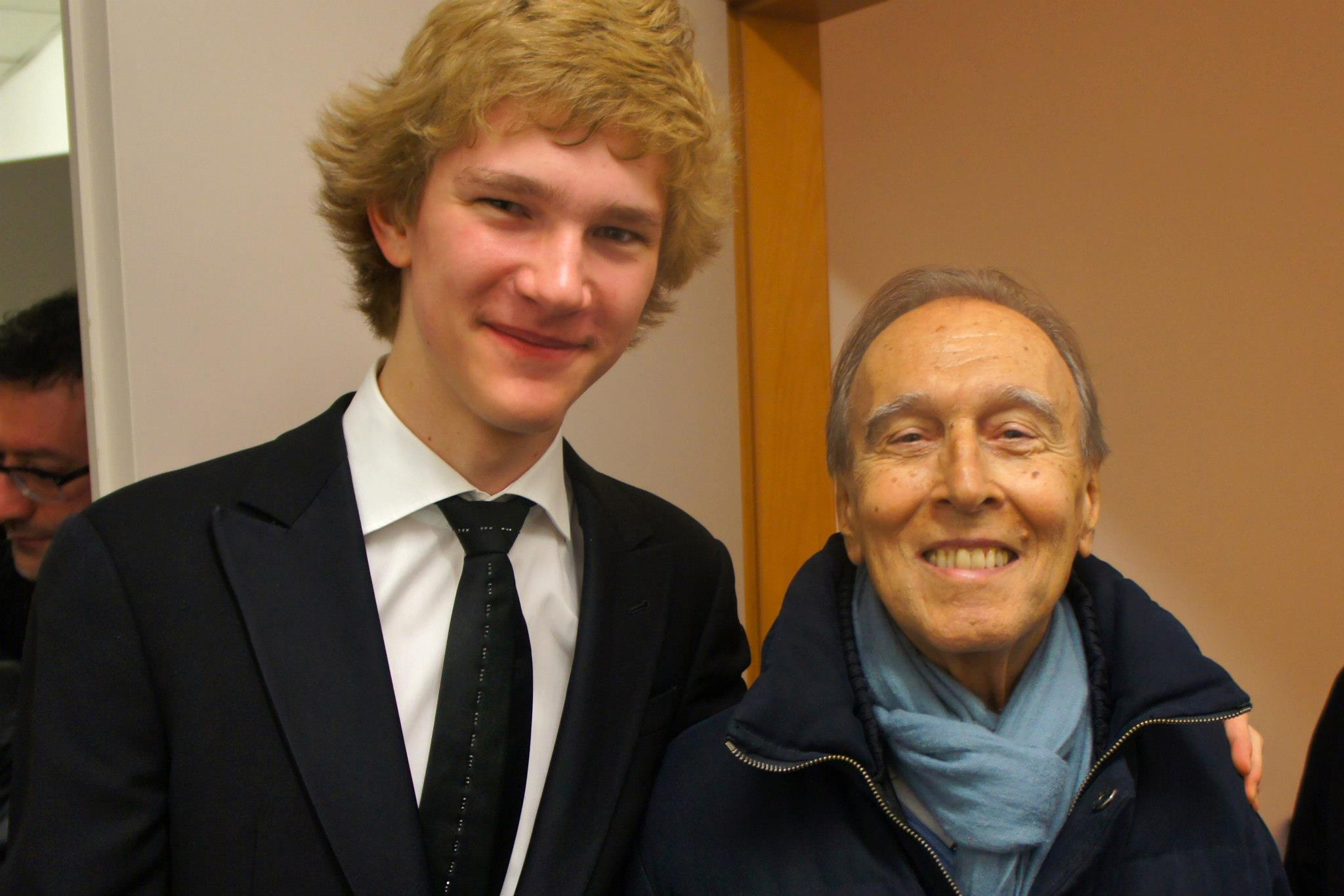
Jan Lisiecki con Claudio Abbado a Bologna nel 2013.

Jan Lisiecki è nato in Canada da genitori polacchi e ha iniziato a studiare pianoforte all'età di cinque anni, facendo il suo debutto orchestrale a nove anni. A 13 anni, Lisiecki è stato invitato all'edizione 2008 del Festival Chopin di Varsavia, in Polonia, per eseguire il concerto n. 2 in Fa minore, op. 21 di Chopin con la Sinfonia Varsovia diretta da Howard Shelley. Nel 2009 è tornato per eseguire il concerto n. 1 in Mi minore, op. 11, sempre con la stessa formazione. L'anno successivo, Lisiecki è arrivato all'attenzione internazionale quando l'Istituto Fryderyk Chopin ha pubblicato le registrazioni dei due concerti. Poco dopo a 15 anni ha siglato un contratto discografico in esclusiva con la Deutsche Grammophon e ha pubblicato il suo album di debutto con la prestigiosa etichetta tedesca. Le sue registrazioni sono state premiate con il Juno Award e l'ECHO Klassik.
Nel 2013 Lisiecki è stato il più giovane artista della storia a ricevere un Gramophone Award come artista giovane, oltre ad un Leonard Bernstein Award dal Festival dello Schleswig-Holstein. Nel 2012 è diventato ambasciatore Unicef per il Canada.
Lisiecki si esibisce in oltre cento concerti all'anno in tutto il mondo ed ha suonato con la New York Philharmonic, la Staatskapelle di Dresda, l'Orchestra dell'Accademia Nazionale di Santa Cecilia, la Boston Symphony Orchestra, la San Francisco Symphony, la Orchestra di Filadelfia, l'Orchestra sinfonica della radio bavarese e la London Symphony Orchestra, e ha collaborato con direttori d'orchestra del calibro di Antonio Pappano, Yannick Nézet-Séguin, Daniel Harding e Claudio Abbado.

## Discografia

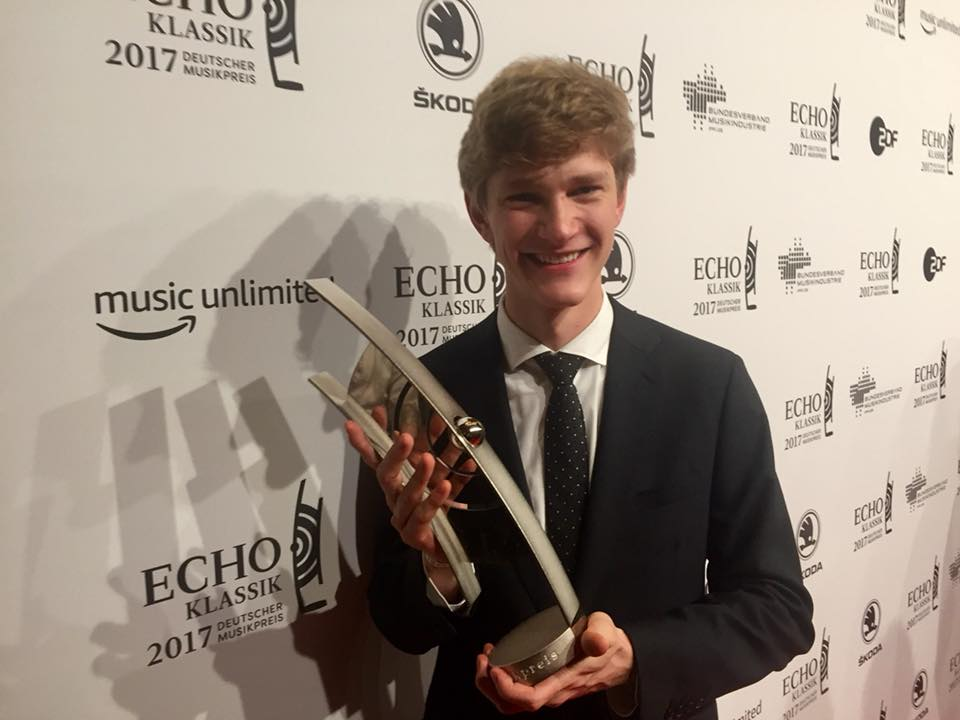
Jan Lisiecki agli ECHO Klassik 2017.

- "Chopin: Piano Concertos No. 1 and No. 2" (2010)[12]
Jan Lisiecki, pianoforte
Sinfonia Varsovia
Howard Shelley, direttore
  - Diapason d'Or Découverte, maggio 2010[13]
  - Premio d'Oro, Związek Producentów Audio-Video[14]
- "Mozart: Piano Concertos No. 20 and No. 21" (2012)[15]
Jan Lisiecki, pianoforte
Orchestra sinfonica della radio bavarese
Christian Zacharias, direttore
  - 2013 Juno candidatura - Classical Album of the Year: Large Ensemble or Soloist(s) With Large Ensemble Accompaniment[16]
- "Chopin: Études" (2013)[17][18][19][20]
Jan Lisiecki, pianoforte
  - 2014 Juno candidatura - Classical Album of the Year: Solo or Chamber Ensemble[21]
  - Gramophone Magazine Editor's Choice, ottobre 2013[22]
- "Schumann: Piano Concerto and Concert Pieces Op. 92 & 134" (2016)[23]
Jan Lisiecki, pianoforte
Orchestra dell'Accademia Nazionale di Santa Cecilia
Antonio Pappano, direttore
- "Chopin: Works for Piano and Orchestra" (2017)
Jan Lisiecki, pianoforte
NDR Elbphilharmonie Orchester
Krzysztof Urbański, direttore
  - Echo Klassik 2017 - Concerto registrazione dell'anno (XIX secolo musica)[7]
  - 2018 Juno - Classical Album of the Year: Large Ensemble or Soloist(s) with Large Ensemble Accompaniment[6]
- "Mendelssohn" (2019)[24]
Jan Lisiecki, pianoforte
Orpheus Chamber Orchestra
- "Beethoven: Complete Piano Concertos" (2019)[25]
Jan Lisiecki, pianoforte e direzione musicale
Academy of St Martin in the Fields
  - 2020 Juno candidatura - Classical Album of the Year: Large Ensemble or Soloist(s) with Large Ensemble Accompaniment[26]
  - 2020 Opus Klassik candidatura - Strumentista dell'anno[27], Concerto registrazione dell'anno[28], Produzione audiovisiva dell'anno[29]

- "Beethoven: Lieder · Songs" (2020)[30]
Matthias Goerne, baritono
Jan Lisiecki, pianoforte
  - Diapason d'Or[31]
  - 2020 Opus Klassik candidatura - Strumentista dell'anno[27]